# تريغفه أندرسن
تريغفه أندرسن هو مصارع رياضي نرويجي، ولد في 27 أغسطس 1909 في شي في النرويج، وتوفي في 13 نوفمبر 1985.